# Phaetusa simplex
La sterna beccogrosso (Phaetusa simplex, Gmelin, 1789), è un uccello della sottofamiglia Sterninae, nella famiglia Laridae, e l'unico rappresentante del genere Phaetusa.

## Tassonomia
Phaetusa simplex ha due sottospecie:
- Phaetusa simplex simplex
- Phaetusa simplex chloropoda

## Distribuzione e habitat
Questa sterna vive in tutto il Sudamerica escluso il Cile. È di passo nei Caraibi (Cuba e Aruba), negli Stati Uniti (zona dei Grandi Laghi), a Panama e su Bermuda.